# Ajlun

Ajloun, também escrito Ajlun (Árabe: عجلون‎) é a cidade capital do Governorato de Ajloun (embora não seja a maior cidade na governadoria), uma cidade montanhosa no norte da Jordânia, localizada 76 quilômetros (cerca de 47 milhas) a noroeste de Amã. É conhecida pelas suas impressionantes ruínas de um castelo do século XII, que hoje em dia é conhecido como Castelo de Ajloun. O Governorato de Ajloun tem uma população de mais de 130 mil, difundido em 27 aldeias e vilas, e área de cerca de 420 km². A população de Governorato de Ajloun é composta principalmente das seguintes tribos: Al-Sharee (الشرع), Almomani, Alsmadi, Qudah, Freihat, Al-Zghoul, entre outros. Haddad e Rabadi são as principais tribos cristãs em Ajloun.

## Galeria

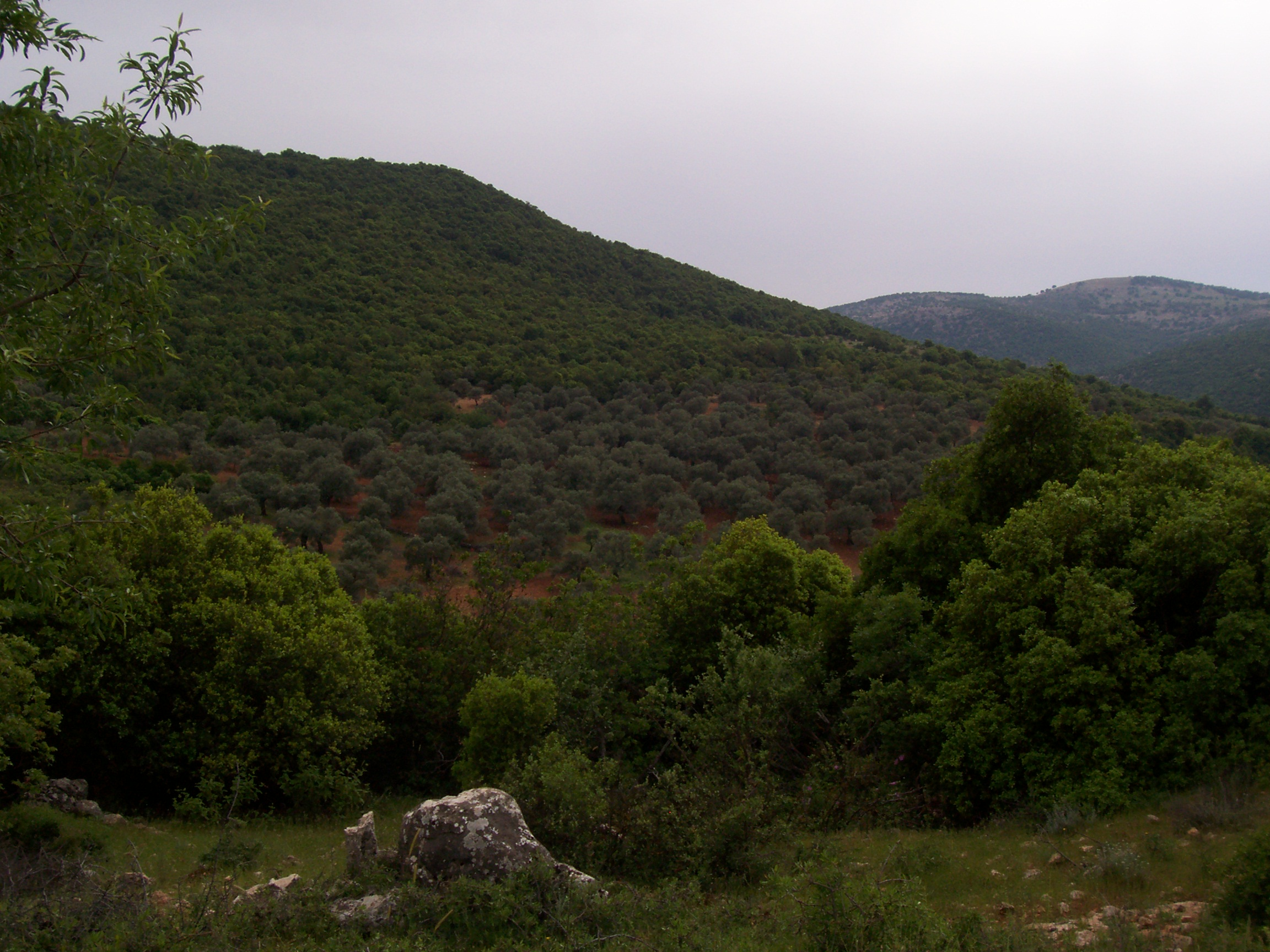
Montanhas de Ajloun
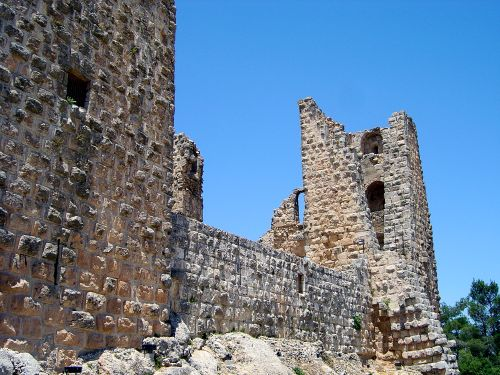
Castelo de Ajloun
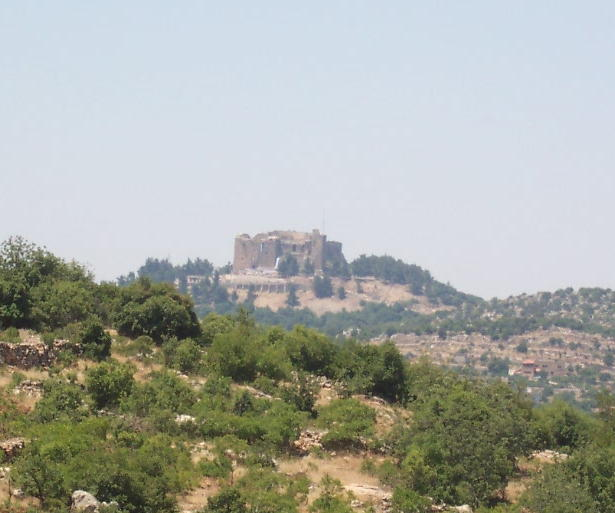
Castelo de Ajloun
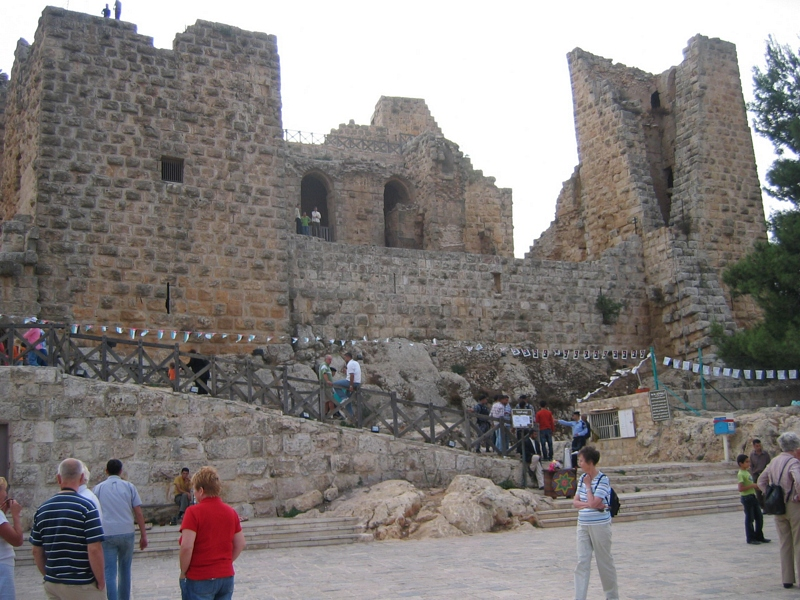
Castelo de Ajloun (entrada)
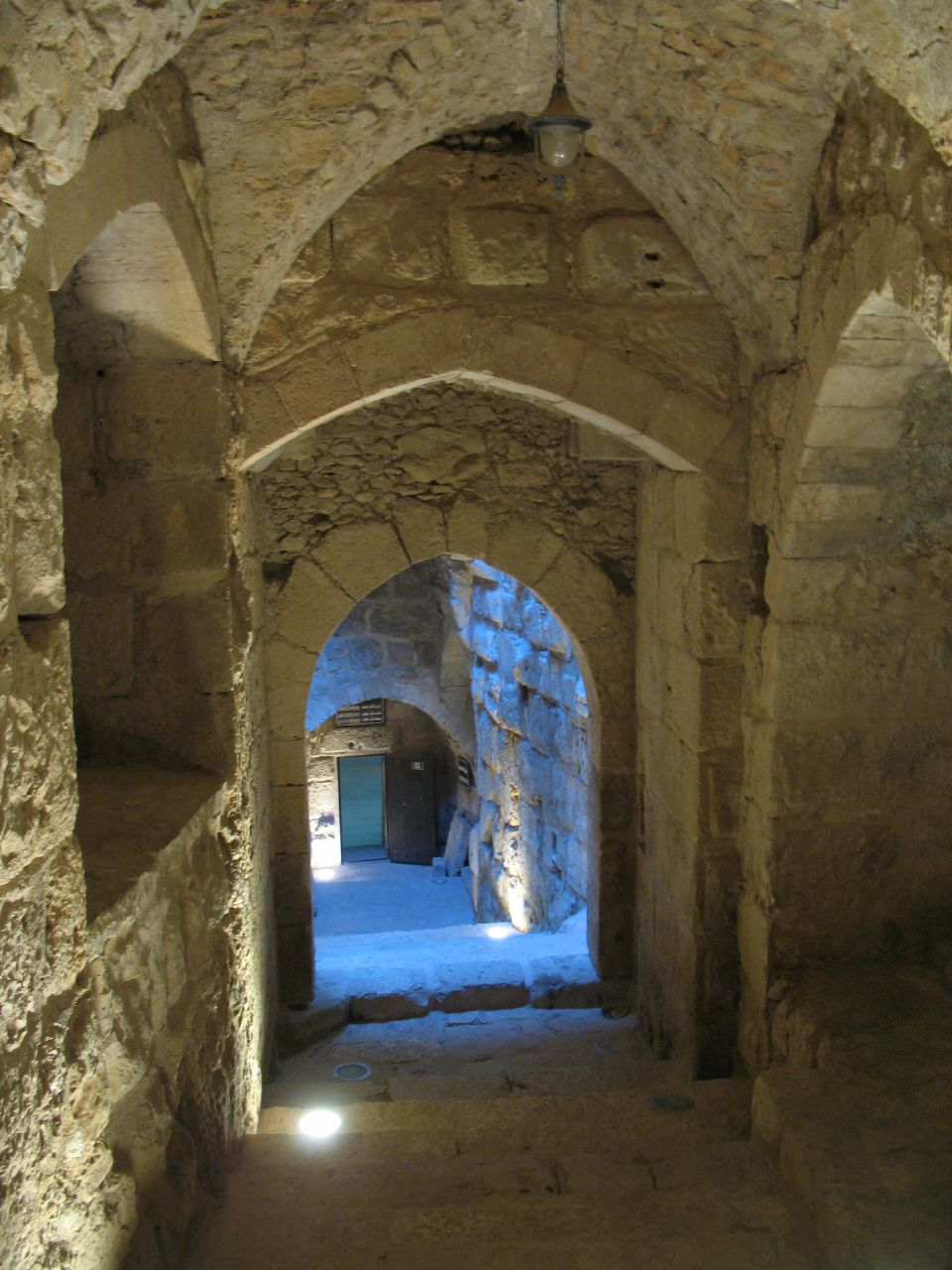
Interior do Castelo de Ajloun
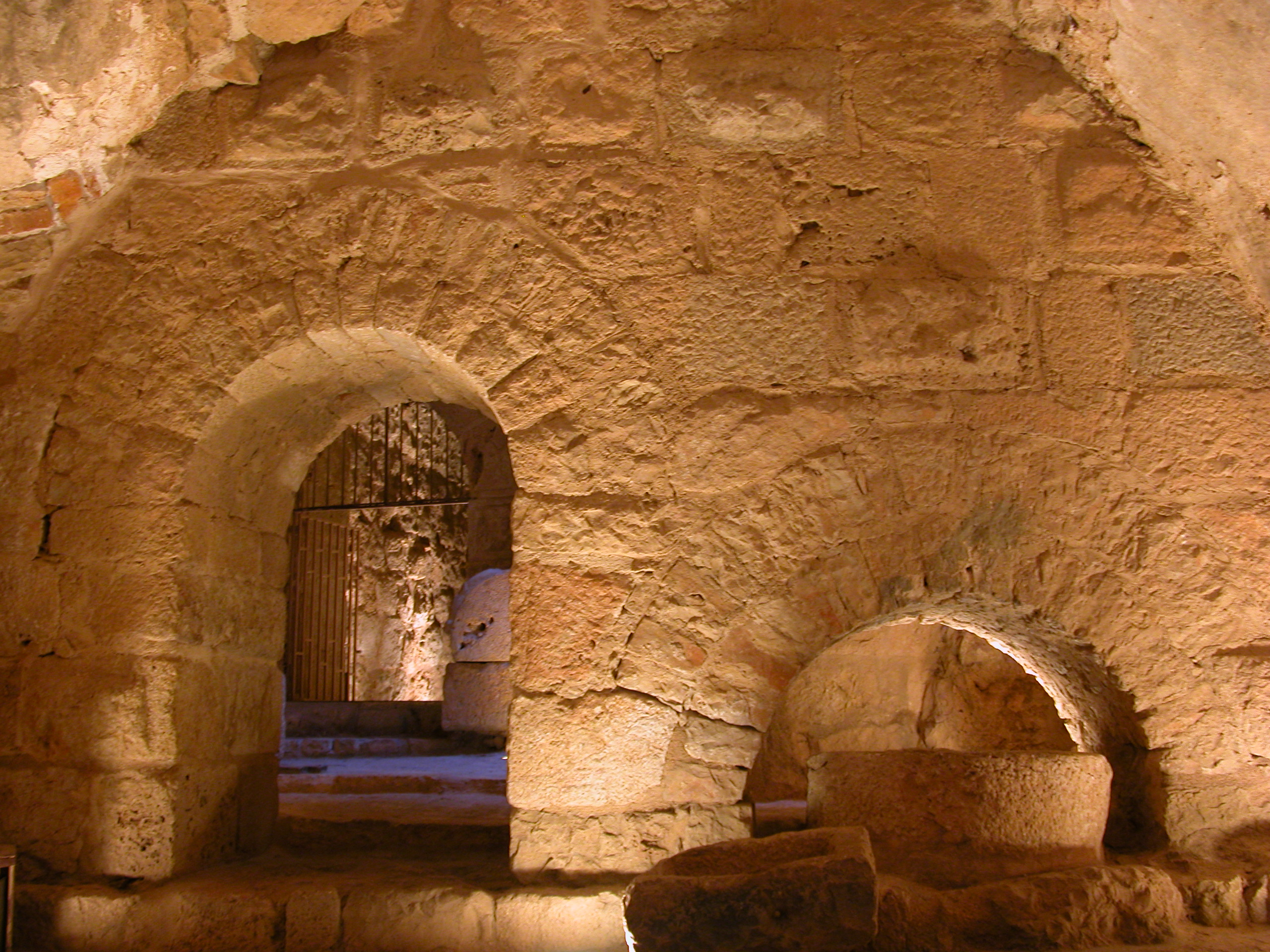
Interior do Castelo de Ajloun
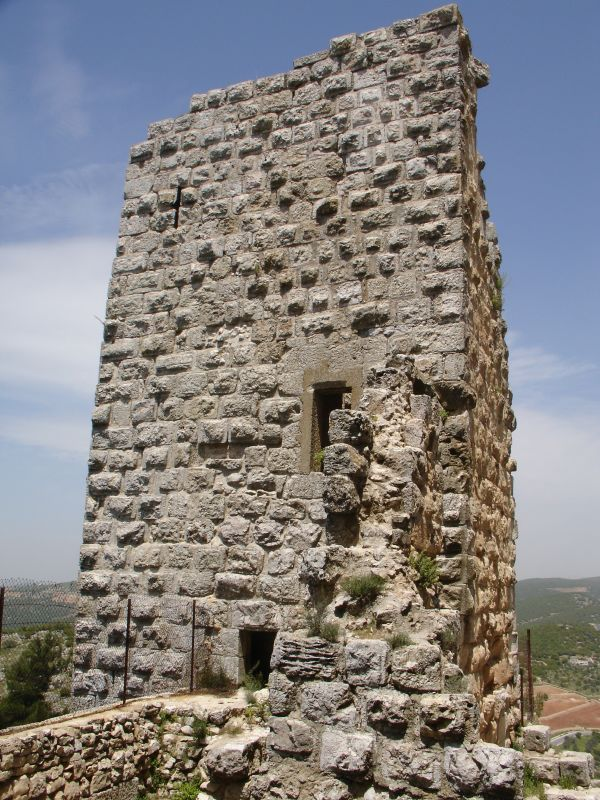
Uma das torres
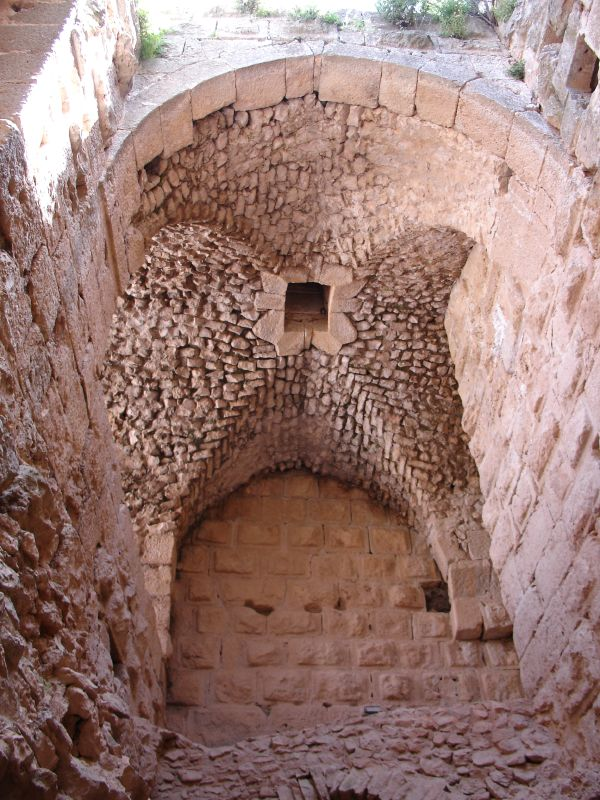
Teto do Castelo
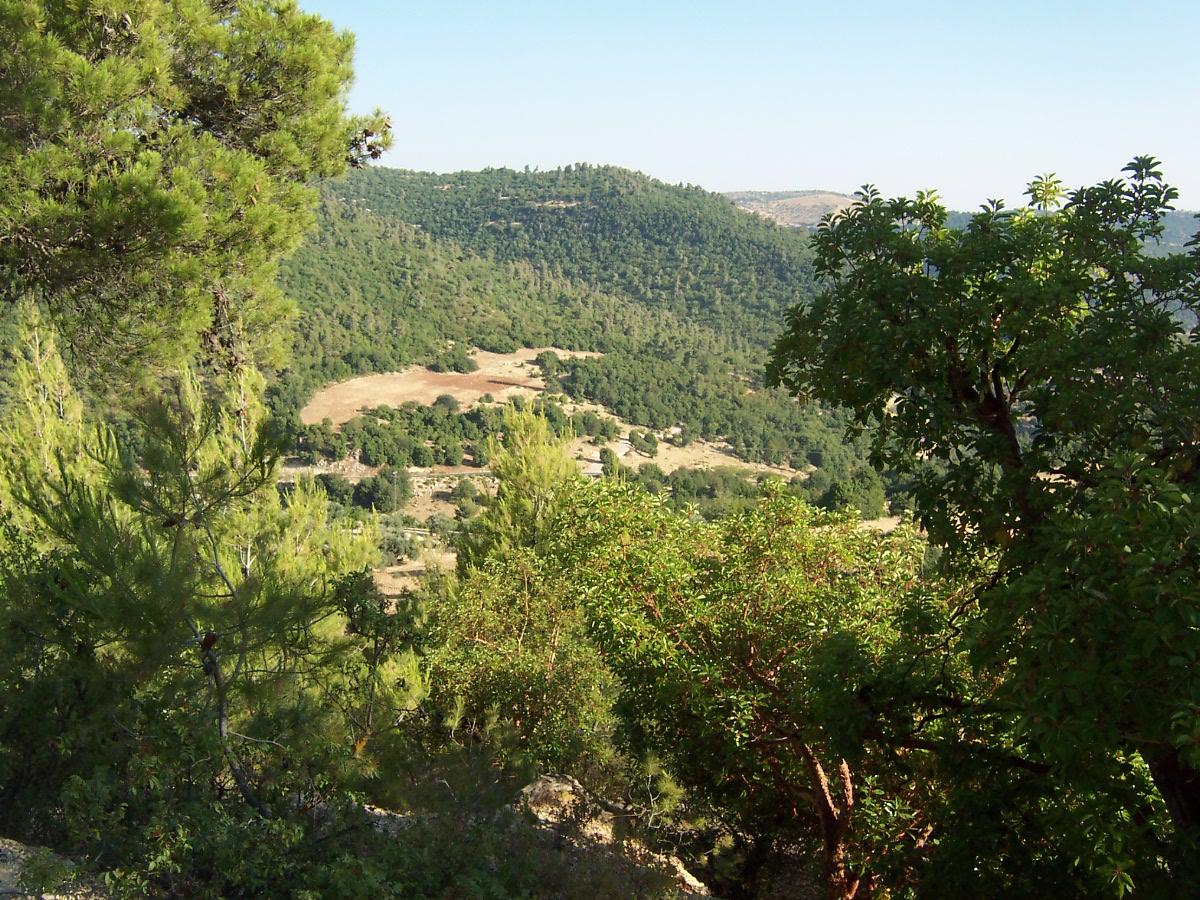
Floresta ao redor de Ajloun
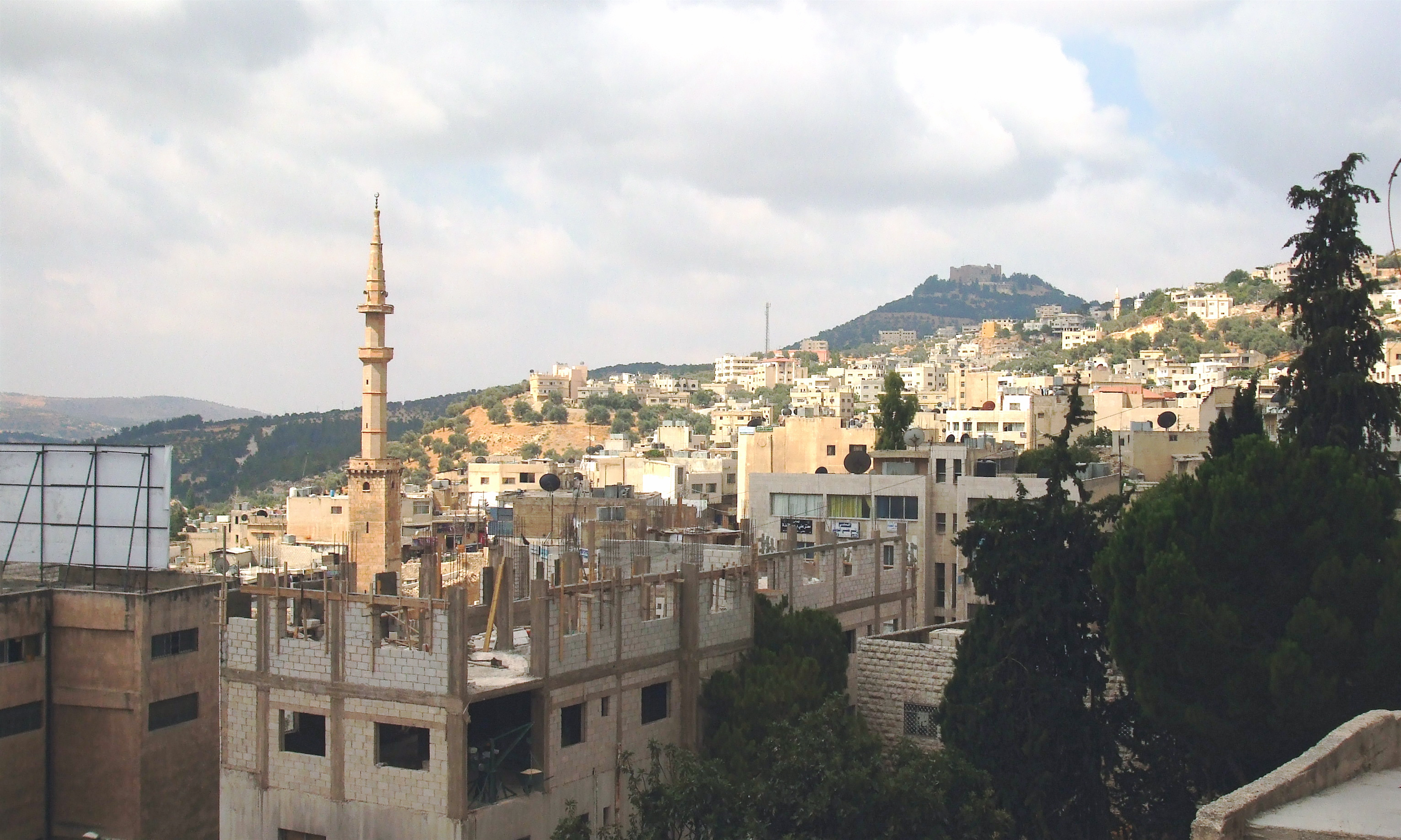
Centro da cidade
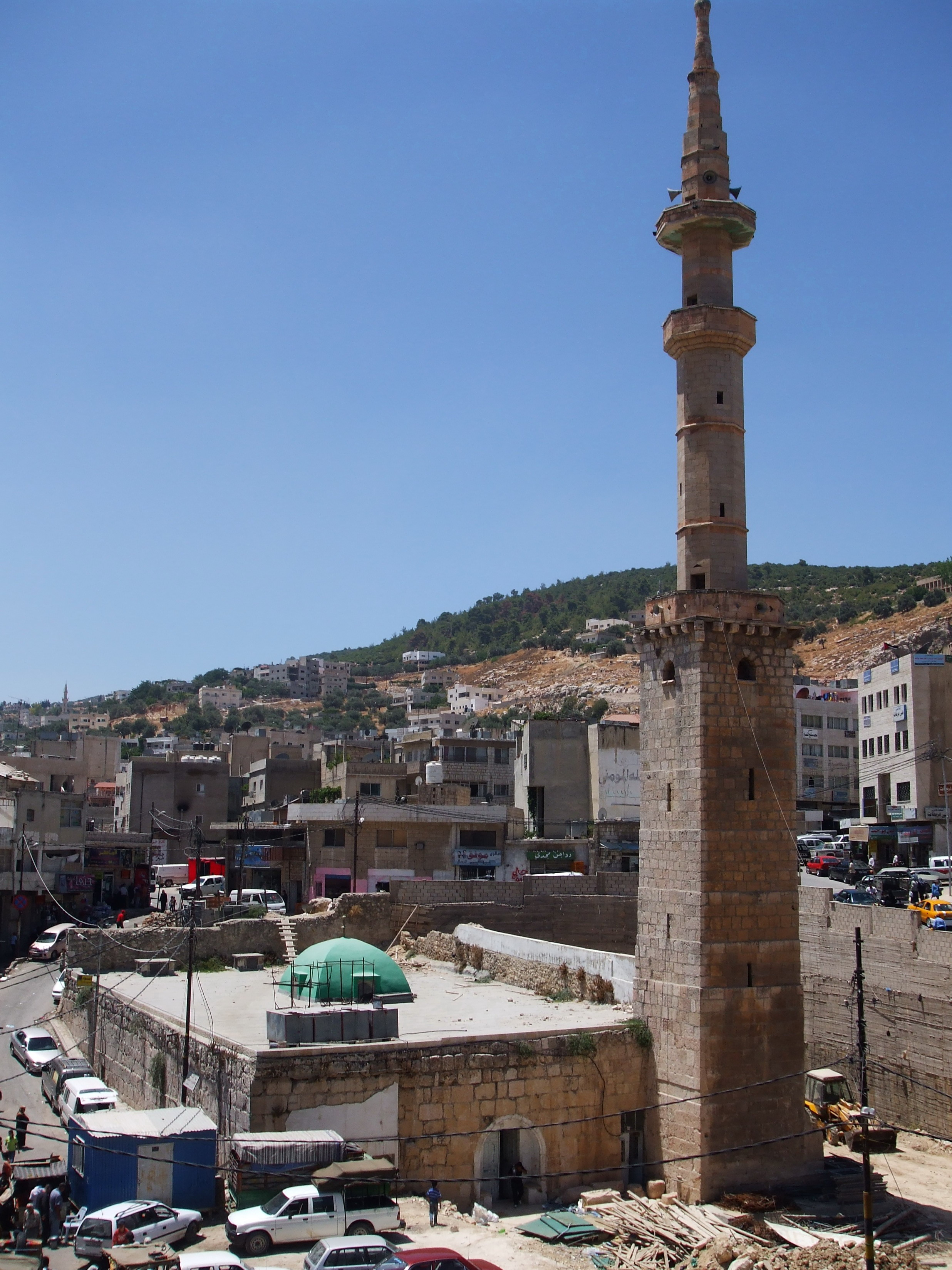
A Grande Mesquita de Ajloun é uma das mais antigas da Jordânia e data de mais de 600 anos.